# Ocotea gabonensis
Ocotea gabonensis är en lagerväxtart som beskrevs av Fouilloy. Ocotea gabonensis ingår i släktet Ocotea och familjen lagerväxter. Inga underarter finns listade i Catalogue of Life.